# Хань Ю
Хань Ю (кит.: 韓悅; нар. 3 червня 1997) — китайська борчиня вільного стилю, бронзова призерка чемпіонату світу, чемпіонка Азії, срібна призерка Кубку світу в командній першості.

## Життєпис
Боротьбою почала займатися з 2010 року. У 2016 році стала чемпіонкою Азії серед юніорів та здобула срібну медаль чемпіонату світу серед юніорів. У 2017 році на чемпіонаті Азії серед юніорів здобула бронзову нагороду.
Виступала за борцівський клуб Цзянсу. Тренер — Цзянь Шоутуань (з 2010).

## Спортивні результати на міжнародних змаганнях

### Виступи на Чемпіонатах світу
| Змагання                        | Збірна | Вагова категорія          | Місце  |
| ------------------------------- | ------ | ------------------------- | ------ |
| Чемпіонат світу з боротьби 2017 | КНР    | жіноча боротьба, до 69 кг | Бронза |

### Виступи на Чемпіонатах Азії
| Змагання                       | Збірна | Вагова категорія          | Місце  |
| ------------------------------ | ------ | ------------------------- | ------ |
| Чемпіонат Азії з боротьби 2018 | КНР    | жіноча боротьба, до 72 кг | Золото |

### Виступи на Кубках світу
| Змагання                    | Збірна | Вагова категорія | Місце  |
| --------------------------- | ------ | ---------------- | ------ |
| Кубок світу з боротьби 2018 | КНР    | команда          | Срібло |

### Виступи на інших змаганнях
| Змагання                    | Збірна | Вагова категорія          | Місце  |
| --------------------------- | ------ | ------------------------- | ------ |
| Гран-прі «Іван Яригін» 2018 | КНР    | жіноча боротьба, до 68 кг | Срібло |
| Klippan Lady Open 2019      | КНР    | жіноча боротьба, до 68 кг | 5      |

### Виступи на змаганнях молодших вікових груп
| Змагання                                      | Збірна | Вагова категорія          | Місце  |
| --------------------------------------------- | ------ | ------------------------- | ------ |
| Чемпіонат Азії з боротьби серед юніорів 2016  | КНР    | жіноча боротьба, до 67 кг | Золото |
| Чемпіонат світу з боротьби серед юніорів 2016 | КНР    | жіноча боротьба, до 67 кг | Срібло |
| Чемпіонат Азії з боротьби серед юніорів 2017  | КНР    | жіноча боротьба, до 67 кг | Бронза |